# 矿里街道
矿里街道，是中华人民共和国黑龙江省鸡西市滴道区下辖的一个乡镇级行政单位。

## 行政区划
矿里街道下辖以下地区：
小半道社区、大半道社区、暖泉社区、立井社区、东风社区、红旗社区和白灰窑社区。